# Obrajillo
Obrajillo es un caserío peruano ubicado en el distrito de Canta, perteneciente a la provincia homónima del departamento de Lima, al centro oeste del Perú. El río Chillón corta el asentamiento. El pueblo es conocido por el cultivo y venta de truchas.

## Ubicación
Obrajillo se ubica al noreste de la provincia de Canta, en el distrito de Canta, en el departamento de Lima.
Los visitantes también pueden encontrar otros platillos como el Tallarin con Perdiz, Cuyes, Patasca o la Sopa de Mote, además, los visitantes pueden comprar queso, mantequilla, miel y harina. Obrajillo cuenta con Internet y teléfonos públicos, mercados y discotecas.
Otro lugar llamativo es la cascada cerca del centro eléctrico,  rodeadas de  hermosas montañas, donde los visitantes pueden explorar y pasear por el lugar  El lugar cuenta con muchas instalaciones turísticas.

## Demografía
En 2017 Obrajillo tenía una población de 294 habitantes y 171 viviendas.
| Gráfica de evolución demográfica de Obrajillo entre 1993 y 2017 |
|                                                                 |
| Fuentes: Población 1993 y 2017                                  |